# Wilhelm Wöhler
Wilhelm Wöhler (* 10. Februar 1814 in Gingst; † 18. Januar 1884 in Ludwigslust) war ein deutscher evangelischer Geistlicher und Komponist.
Johann Wilhelm Wöhler war ein Sohn des späteren Ludwigsluster Seminarlehrers Johann Wilhelm Matthias Wöhler. Nach dem Abitur in Parchim studierte er ab 1836 an der Universität Rostock. 1840 wurde er stellvertretender Konrektor in Ludwigslust, 1841 Promotion in Kiel, 1842 Lehrer an der Vorbereitungsschule zum Gymnasium in Schwerin. 1844 wurde Wöhler Succentor in Malchin und 1846 dort auch Konrektor. 1852 ging er als zweiter Pastor an die Stadtkirche in Ribnitz und vier Jahre später wurde er Pastor an der Dorfkirche in Lichtenhagen, wo er bis zu seiner Emeritierung im Jahr 1879 blieb. Zusammen mit Willi Pitschner, Musiklehrer am Ludwigsluster Seminar, gab er 1867 ein Choralbuch heraus.
Wilhelm Wöhler war  mit Cordula Banck (1822–1900), Kaufmannstochter aus Stralsund, verheiratet. Ihre Tochter Cordula trat 1870 zur römisch-katholischen Konfession über.